# Tutta colpa di Freud
Tutta colpa di Freud è un film del 2014 diretto da Paolo Genovese.

## Trama
Francesco è uno psicanalista cinquantenne separato e con tre figlie: Sara, una donna lesbica che torna dagli Stati Uniti decisa a diventare etero dopo l'ennesima delusione amorosa; Marta, una giovane donna che  gestisce la libreria del nonno; Emma, una diciottenne che ha una relazione con Alessandro, architetto cinquantenne sposato con Claudia.
Quando Francesco viene a sapere che Emma frequenta Alessandro che ha la sua età, convince quest'ultimo a seguire alcune sessioni di psicoterapia con lui, ufficialmente per aiutarlo a mettere fine al matrimonio, ma in realtà tentando di fargli recuperare il rapporto con la moglie allontanandolo così dalla figlia. Solo successivamente scoprirà che la moglie di Alessandro è proprio la donna che incontra tutti i giorni e di cui è innamorato, senza tuttavia riuscire mai a dichiararsi.
Sara, nel frattempo, comincia a vedere diversi uomini e tenta di adattarsi alle convenzioni di un rapporto etero, senza tuttavia riuscirci. Una mattina però Sara incontra in un bar Luca e i due cominciano una relazione.
Marta intanto scopre che un uomo misterioso, che frequenta spesso la sua libreria senza mai comprare nulla, ha rubato alcuni libri. Seguendolo, scopre che si chiama Fabio, è sordo e ha commesso questi furtarelli per poter seguire le opere rappresentate al Teatro di Roma, dove lavora, che non è in grado di udire: i due cominciano a frequentarsi, cercando di superare lo scoglio dell'handicap dell'uomo.
Claudia ed Emma vengono a conoscenza l'una dell'altra, proprio quando Alessandro si rende conto di amare ancora sua moglie, e viene lasciato da entrambe. Marta e Fabio litigano, perché quest'ultimo non si ritiene all'altezza di una relazione. Sara incontra Barbara, cugina di Luca, e scappa spaventata dalla casa del ragazzo perché, una volta rimasta sola con lei, si accorge di esserne attratta sessualmente. Ritornata a casa, scopre che Luca l'ha lasciata ed è scappato con la cugina e, disperata, tenta il suicidio.
Francesco, nonostante i sentimenti per Claudia, fa in modo che lei e Alessandro si riavvicinino: Emma capisce così che il padre ha sacrificato l'occasione di stare con l'unica donna di cui si era innamorato dopo parecchi anni per salvarla da una relazione in cui lei avrebbe solo sofferto (nel corso del film compaiono diverse situazioni nelle quali appare evidente la loro diversità di interessi e del modo di vedere la vita); Marta riprende la relazione con Fabio, cominciando a imparare la lingua dei segni; e Sara s'innamora della vigilessa del fuoco che è venuta a salvarla dal tentato suicidio.

## Adattamenti
Una versione estesa del film è stata trasmessa il 17 e 18 dicembre 2014 su Canale 5, sotto forma di miniserie televisiva.
Nel febbraio 2021 è stata distribuita su Prime Video la serie televisiva Tutta colpa di Freud, diretta da Rolando Ravello e con protagonista Claudio Bisio.

## Riconoscimenti
- 2014 - David di Donatello
  - Candidatura Migliore attrice non protagonista a Claudia Gerini
  - Candidatura David Giovani a Paolo Genovese
- 2014 - Nastro d'argento
  - Candidatura Migliore commedia a Paolo Genovese
  - Candidatura Migliore attrice non protagonista a Claudia Gerini
  - Candidatura Migliore canzone originale (Tutta colpa di Freud) a Daniele Silvestri
  - Candidatura Miglior casting director a Barbara Giordani
- 2014 - Ciak d'oro
  - Migliore canzone originale (Tutta colpa di Freud) a Daniele Silvestri
- 2014 - Busto Arsizio Film Festival
  - Miglior attore a Marco Giallini
  - Miglior attrice a Vittoria Puccini

Il film rientra tra quelli tenuti in considerazione nella prima edizione del Premio Dedalo Minosse Cinema del 2016.